# Two Dudes with Attitudes
Diesel & Shawn Michaels formaron un tag team también conocido como Two Dudes With Attitudes que compitió en la World Wrestling Federation (WWF) en 1994 y nuevamente en 1995. El equipo obtuvo el WWF Tag Team Championship dos veces, pero también encontraron éxito en la competencia individual mientras seguían aliados entre sí, ya que Diesel obtuvo el WWF World Heavyweight Championship y el WWF Intercontinental Championship una vez cada uno, y Michaels obtuvo el título Intercontinental dos veces.

## Historia

### Primera corrida (1993-1994)
Los dos primeros se juntaron a mediados de 1993 cuando Diesel se convirtió en guardaespaldas del WWF Intercontinental Championship Shawn Michaels. Durante 1993 y 1994, Michaels y Diesel celebraron el WWF Intercontinental Championship y lo ayudó a ganar el WWF Intercontinental Championship de regreso de Marty Jannetty el 6 de junio de 1993, en Albany, Nueva York . A mediados de 1994, Michaels actuó como mánager de Diesel, lo que lo llevó a ganar el WWF Intercontinental Championship de Razor Ramon.
El dúo se transformó en un tag team en agosto de 1994: Michaels y Diesel derrotaron a The Headshrinkers en un House Show para ganar el WWF Tag Team Championship el 28 de agosto de 1994. días antes de la interferencia de Michael le costó el Diesel WWF Intercontinental Championship en SummerSlam el 29 de agosto de 1994. En Survivor Series el 23 de noviembre de 1994, Michaels una vez más golpeó accidentalmente a Diesel con un superkick. El equipo posteriormente se dividió, dejando vacante el WWF Tag Team Championship. Tres días después, Diesel aplastó a Bob Backlund en un House Show para ganar el WWF World Heavyweight Championship.

### Segunda ejecución (1995)
A principios de 1995, Michaels y Diesel se pelearon por el WWF World Heavyweight Championship. Michaels ganó el Royal Rumble y desafió sin éxito a Diesel en un combate por el título en WrestleMania XI el 2 de abril de 1995. En el episodio de Monday Night Raw del 3 de abril de 1995 , Diesel rescató a Michaels de un ataque de su guardaespaldas de reemplazo. Sid.
Michaels y Diesel se reformaron como equipo a mediados de 1995, adoptando el apodo "Two Dudes with Attitudes". En In Your House 3 el 24 de septiembre de 1995, desafiaron a los WWF Tag Team Championship Owen Hart y Yokozuna en una lucha en el que el WWF Tag Team Championship, el WWF World Heavyweight Championship de Diesel y el Michaels 'Intercontinental Championship estaban en juego. Diesel y Michaels ganaron la lucha y el título de Tag Team, pero tuvieron que devolvérselo a Hart y Yokozuna al día siguiente por un tecnicismo que siguió al cabildeo del abogado de Owen Hart y Yokozuna, Clarence Mason.
Two Dudes with Attitudes se disolvió por segunda vez después de que Diesel perdiera el WWF World Heavyweight Championship ante Bret Hart en Survivor Series el 19 de noviembre de 1995. El 21 de enero de 1996, Michaels ganó el Royal Rumble por segundo año consecutivo, eliminando Diesel en el proceso. Después de que Michaels ganara el WWF World Heavyweight Championship de Hart en WrestleMania XII el 31 de marzo de 1996, Diesel lo desafió sin éxito en In Your House 7: Good Friends, Better Enemies el 28 de abril de 1996. Diesel y Michaels continuaron para pelear hasta la partida de Diesel del WWF en mayo de 1996.

### Reuniones (2002–2003)
Michaels y Nash no se reunieron hasta el 3 de junio de 2002, cuando Kevin Nash nombró a Shawn Michaels como el miembro más nuevo del New Order World (nWo). En el episodio del 10 de junio de Raw, Michaels explicó que su mejor amigo, Kevin Nash, siempre estuvo ahí para él, razón por la cual regresó a la WWE para convertirse en miembro de la nWo. Luego sorprendió a la audiencia al golpear Booker T con un superkick para eliminarlo de la nWo. 
Un mes después, Nash se desgarró los cuádriceps, lo que disolvió el nWo. Cuando Nash regresó de su lesión en 2003, el dúo se enfrentó a Evolution (Triple H, Ric Flair y Randy Orton) en un esfuerzo porque Nash ganara el World Heavweight Championship de Triple H. En Judgment Day, Nash estuvo a punto de ganar el título hasta que Triple H se descalificó cuando golpeó al árbitro Earl Hebner con el mazo en el cofre. Esto no detuvo a Nash, ya que finalmente realizó una Jackpife Powerbomb en Triple H a través de la mesa de los locutores. Nash más tarde dejó la WWE poco después de SummerSlamcuando fue el primero en ser eliminado en el Elimination Chamber match después de que Shawn lo golpeó con un superkick.

## Campeonatos y logros
- World Wrestling Federation
  - WWF Championship (1 vez) - Diesel
  - WWF Intercontinental Championship (2 veces) - Shawn Michaels (1), Diesel (1)
  - WWF Tag Team Championship (2 veces)